# Бутенко, Георгий Андреевич
Георгий Андреевич Бутенко (укр. Георгій Андрійович Бутенко; 15 сентября 1938, Сахновщина, Харьковская область — 24/28 октября 1994, Киев) — советский и украинский юрист. Судья Верховного суда Украинской ССР (1977—1978), председатель Киевского городского суда (1978—1983/93) и Верховного суда Украины (16 ноября 1993 — 24 октября 1994). Брат Зои Бутенко.

## Биография
Георгий Бутенко родился 15 сентября 1938 года в посёлке городского типа Сахновщина Харьковской области. Отец Андрей Бутенко (ум. 1940) был педагогом, мать Анна Бутенко работала медсестрой. Имел старшую сестру — Зою (1928—2001), которая впоследствии стала учёным-онкологом, доктором медицинских наук и членом НАН Украины. После начала Войны Отечественной войны семья была эвакуирована в Омск. В 1946 году начал учёбу в одной из омских школ. В 1948 году семья переехала в Киев.
Окончил техническое училище, после чего с 1959 года трудился электросварщиком на исследовательском заводе при Институте электросварки имени Е. О. Патона. Затем последовательно был радиотехником в Киевском научно-исследовательском институте экспериментальной и клинической онкологии и помощником директора техникума по культурно-воспитательной работе.
В 1959 году поступил на вечернее отделение юридического факультета Киевского государственного университета имени Т. Г. Шевченко, которое окончил в 1966 году. В марте 1967 года начал работать старшим консультантом по кодификации при Киевском областном суде, а в июне 1969 года был избран судьёй этого же суда. С июля 1975 года работал на должности заместителя главы Киевского областного суда .
В декабре 1977 года Бутенко был избран судьёй в Верховный суд Украинской ССР. Начал исполнять обязанности в ВС Украинской ССР со 2 января 1978 года. До ноября 1978 года оставался судьёй в ВС Украинской ССР, а затем до 1993 года (по другим данным 1983) года возглавил Киевский городской суд.
16 ноября 1993 года был избран председателем Верховного суда Украины. 24 января 1994 года получил высший квалификационный класс судьи. За несколько дней до смерти, 20 — 21 октября 1994 года Георгий Андреевич возглавил II съезд судей Украины, где поддержал судебно-правовую реформу.
Скончался 24 (по другим данным 28) октября 1994 года в Киеве от сердечного приступа. Был похоронен на участке № 3513 Байкового кладбища Киева, рядом с могилой первого секретаря ЦК КП Украинской ССР Владимира Щербицкого (1918—1990).

## Награды
Георгий Андреевич был удостоен следующих наград: орден «Знак Почёта», медаль «Ветеран труда», медаль «В память 1500-летия Киева», почётная грамота Президиума Верховного Совета Украинской ССР (1977).

## Семья
В августе 1964 года женился на Ольге, с которой его познакомила сестра Зоя. В браке родилась дочь Галина. Зять — судья Высшего административного суда Украины Константин Конюшенко.